# Zjednoczone Prowincje Niderlandów
Zjednoczone Prowincje Niderlandów – nazwa obszaru obejmującego dzisiejszą Belgię, Holandię i Luksemburg wraz z fragmentami północnej i wschodniej Francji (przy granicy ze Szwajcarią) należące od 1477 roku do Habsburgów austriackich.
Tworzyło je 17 prowincji luźno ze sobą powiązanych. Duże znaczenie odgrywało przedstawicielstwo stanowe – Stany Generalne. Były to prowincje bogate ze względu na dobrą politykę wewnętrzną niekrępującą przedsiębiorczości. Cesarz Karol V popierał rozwój gospodarczy Niderlandów, gdzie szybko docierały nowinki religijne. Niderlandy były jednym z najbogatszych terenów w Europie, więc monarcha tolerował dla własnych korzyści rozszerzanie się reformacji. Po podziale imperium Karola V, jego syn Filip II otrzymał Niderlandy, zwane odtąd Niderlandami Hiszpańskimi.